# László Markovits
Pour les articles homonymes, voir Markovits.
László Markovits, né le 4 avril 1970 à Mexico, est un joueur de tennis professionnel hongrois.

## Biographie
Le comte László Markovits de Spizza et Kisterpest est le fils du joueur de water-polo double champion olympique Kálmán Markovits et de la handballeuse Márta Balogh. Il naît en 1970 à Mexico alors que son père était entraîneur de l'équipe nationale de water-polo.
Il a étudié à l'Université de Californie à Santa Barbara entre 1990 et 1993 et a obtenu un bachelor en sciences politiques en 1994.
Il est le président du club sportif Vasas SC depuis 2002. En 2020, il devient également vice-président de l'Association Hongroise de tennis.

## Carrière
Spécialiste du double, László Markovits a remporté quatre titres Challenger à Medellín et Aix-la-Chapelle en 1995, Graz et Budapest et 1996. Il a aussi atteint la finale de l'Open de Croatie en 1995 avec David Ekerot.
Il a participé aux Jeux olympiques de Séoul en 1988 où il atteint le deuxième tour en double aux côtés de Gábor Köves, son partenaire de prédilection, s'inclinant contre les futurs vainqueurs Ken Flach et Robert Seguso. Aux Jeux de Barcelone où il échoue en qualifications et déclare forfait en double. Enfin, il dispute les Jeux d'Atlanta en 1996 où il s'incline au premier tour, toujours avec Köves.
Membre de l'équipe de Hongrie de Coupe Davis de 1987 à 1997, il comptabilise 18 sélections dont un barrages du groupe mondial contre la Nouvelle-Zélande en 1989, contre l'Italie en 1994 et l'Australie en 1995 (battu en cinq sets par les Woodies alors n°1 mondiaux). En 1994, il joue le match de double avec Viktor Nagy lors du premier tour face à la paire française composée d'Arnaud Boetsch et d'Olivier Delaitre.

## Palmarès

### Finale en double
| No | Date       | Nom et lieu du tournoi | Catégorie    | Dotation  | Surface      | Vainqueurs               | Partenaire   | Score    |  |
| -- | ---------- | ---------------------- | ------------ | --------- | ------------ | ------------------------ | ------------ | -------- |  |
| 1  | 21-08-1995 | Croatia Open Umag      | World Series | 375 000 $ | Terre (ext.) | Luis Lobo Javier Sánchez | David Ekerot | 6-4, 6-0 |  |

## Parcours dans les tournois duGrand Chelem

### En double
| Année | Open d'Australie | Open d'Australie | Internationaux de France  | Internationaux de France | Wimbledon                 | Wimbledon               | US Open | US Open |
| ----- | ---------------- | ---------------- | ------------------------- | ------------------------ | ------------------------- | ----------------------- | ------- | ------- |
| 1996  | —                | —                | 1er tour (1/32) D. Ekerot | H. J. Davids Cyril Suk   | 1er tour (1/32) D. Ekerot | J. Belloli Leander Paes | —       | —       |

N.B. : le nom du ou de la partenaire se trouve sous le résultat ; le nom des ultimes adversaires se trouve à droite.